# König-Karls-Brücke

König-Karls-Brücke in einem Holzstich von 1893

Farbliche Rekonstruktion

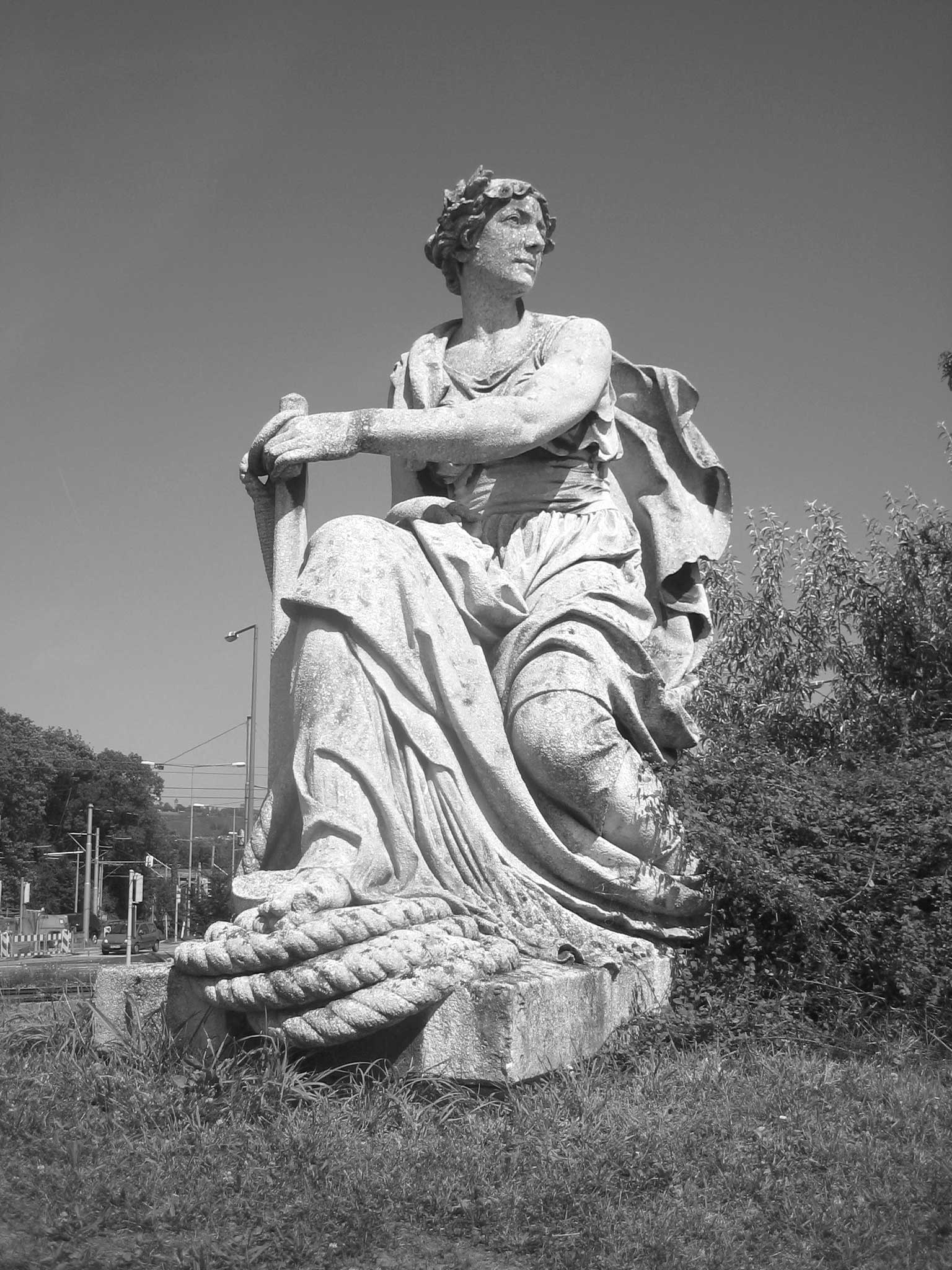
Handel (1898), Standort: Mineralbad Leuze

Die König-Karls-Brücke über den Neckar zwischen Stuttgart und Cannstatt wurde 1893 gebaut. Ihr Architekt war Karl von Leibbrand.
Nach der Sprengung am Kriegsende wurde sie 1948 durch eine Betonbogenbrücke und 1976 durch eine Stahlkastenbrücke ersetzt.
Der Bereich des Cannstatter Neckarknies ist heute wie damals mit seiner einmaligen Ansammlung an bedeutenden Bauwerken und Freizeiteinrichtungen (Wilhelma, Wilhelmatheater, Schloss Rosenstein, Rosensteinpark, Villa Berg, Mineralbad Berg, Mineralbad Leuze, Cannstatter Wasen) der herausragende Neckarabschnitt in der Region Stuttgart. Hier verliefen schon zur Römerzeit wichtige Straßen und auch heute bündeln sich einige der wichtigsten Verkehrsadern Stuttgarts an diesem Abschnitt des Neckars.
Der Bau der neuen König-Karls-Brücke in den Jahren 1891–1893 war eine notwendige Maßnahme um die beiden schnell wachsenden Städte Stuttgart und Cannstatt zu verbinden und dem wachsenden Verkehrsaufkommen gerecht zu werden. Die Brücke wurde als Meisterleistung der Ingenieurskunst gefeiert, jedoch im April 1945 größtenteils zerstört und 1948 durch einen Neubau ersetzt. Heute existieren nur noch zwei Skulpturen des Bildhauers Adolf Fremd, die an den Pylonen der Brücke aufgestellt waren, sowie zwei unzerstörte Bögen, die beim Wiederaufbau der Neckarbrücke in Plochingen Verwendung fanden.

## Planung und Konstruktion
Die durch Gottlieb Christian Eberhard von Etzel im Jahr 1838 vollendete Wilhelmsbrücke war bis dahin die einzige Straßenverbindung zwischen Stuttgart und Cannstatt bzw. Waiblingen und dem Remstal. Die Industrialisierung und das Wachstum der beiden Gemeinden machte jedoch schnell eine bessere Verkehrsverbindung notwendig, zumal die Wilhelmsbrücke hochwassergefährdet war. Der mit der Planung beauftragte Ingenieur Karl von Leibbrand führte hinsichtlich der Kosten, Geologie und Hydrologie die Voruntersuchungen durch und entschied sich für eine Bogenbrücke aus Martineisen mit Steinpfeilern. Der hierfür verwendete Buntsandstein und Granit stammte aus der Nähe von Alpirsbach und dem Kinzigtal. Die Maschinenfabrik Esslingen lieferte den eisernen Oberbau der Brücke.

## Bau
Die Gründungsarbeiten für die Brückenpfeiler wurden von den Firmen Philipp Holzmann & Cie. und Joos & Cie. ausgeführt. Sie wandten mit der Druckluftgründung ein für die damalige Zeit sehr fortschrittliches Verfahren an, um die schwierigen Arbeiten an den Pfeilergründungen durchzuführen. Die Arbeiter benutzten ein Helmtauchgerät um die Senkkästen herzustellen. Die König-Karls-Brücke wurde am 27. September 1893 nach einer Bauzeit von zwei Jahren eingeweiht. Die Kosten beliefen sich auf 1.300.000 Mark. Dies war offensichtlich gut angelegtes Geld, galt doch die König-Karls-Brücke als ein Meisterwerk der Ingenieurskunst und fand im gesamten damaligen Deutschen Reich Beachtung. Die Brücke war ein gern verwendetes Postkartenmotiv und mit dem nahe gelegenen Bootsverleih ein beliebtes Wochenendziel.

Blick auf die König-Karls-Brücke mit der alten Rosensteinbrücke im Hintergrund
Brückenkopf auf der Cannstatter Seite
Gesamtansicht
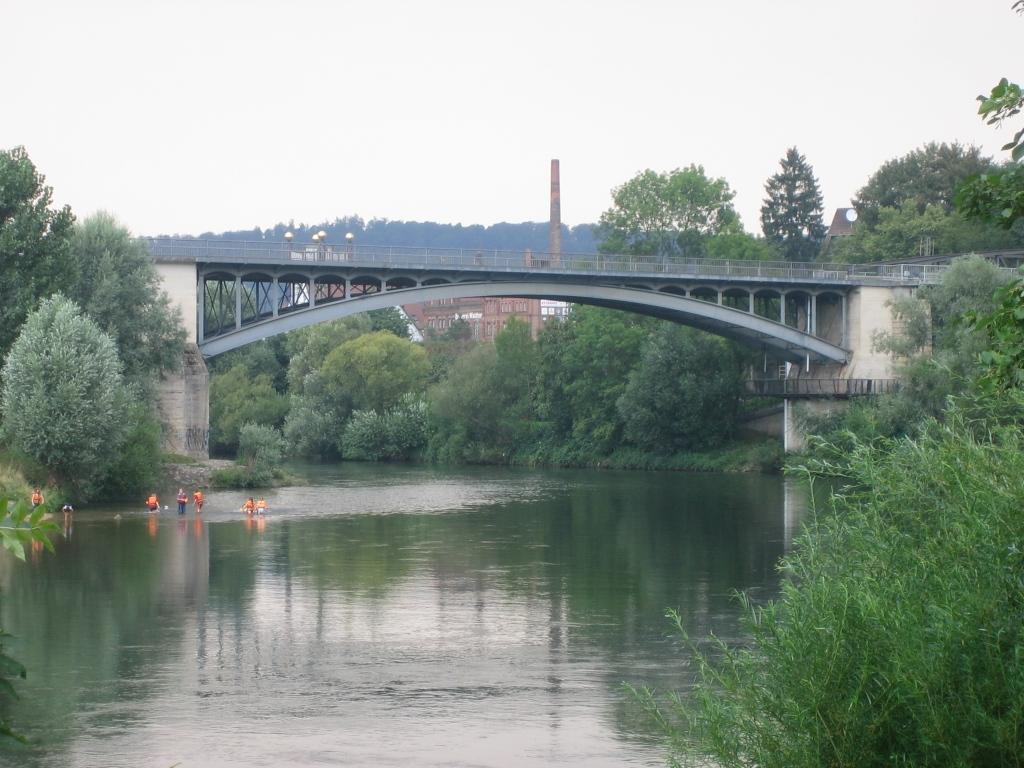
Mit Bögen der König-Karls-Brücke wiederaufgebaute Neckarbrücke in Plochingen

## Skulpturenschmuck
Die Auffahrten zur Brücke wurden von vier Pylonen markiert, für die eine Ausschmückung mit Skulpturen vorgesehen war. Zwischen 1897 und 1901 schuf der Bildhauer Adolf Fremd die allegorische Figuren „Landwirtschaft“, „Handel“, „Gewerbe“ und „Wehrstand“.

„Handel“ von 1893, Standort heute: Stadtbahnhaltestelle Mineralbäder, gegenüber dem Mineralbad Berg
„Wehrstand“ von 1893, Standort heute: König-Karls-Brücke/Schönestraße
„Landwirtschaft“ von 1893, zerstört[1]:77
„Gewerbe“ von 1893, zerstört[1]:77

Bei den Baukosten von 1.300.000 Mark fehlten jedoch ganze 30.000 Mark für den bildnerischen Schmuck. Obwohl die König-Karls-Brücke als ein Meisterwerk der Brückenbaukunst gefeiert wurde, vergingen noch etliche Jahre, bis die Ausschmückung mit Skulpturen vollendet wurde.
Karl von Leibbrand wollte wenigstens für die Einweihung ein komplettes Bild der Brücke und beauftragte den Bildhauer Adolf Fremd mit vier provisorischen Skulpturen. Fremd schuf in nur einer einzigen Woche die Figuren und fertigte sie bis zur Eröffnung aus Gips, Holz und Leinwand. Schon einen Tag später, am 28. September 1893 bemerkte der Staatsanzeiger für Württemberg: „Gerade dieser hervorragende Künstlerische Schmuck aber ist bis jetzt ein Ding der Vergänglichkeit und kann (…) höchstens wenn’s gut geht den Winter überdauern“. Zwar war es damals durchaus üblich die Ausschmückung der Bauwerke erst nach der Fertigstellung anzubringen, allerdings dauerte es der Bevölkerung deutlich zu lange und die Staatsregierung handelte sind einige Kritik ein. Schließlich strömte damals das Volk aus allen Landesteilen zum alljährlichen Cannstatter Volksfest. Die lokale Presse veröffentlichte Spottgedichte, zahlreiche kritische Artikel und fragte verzweifelt, ob sich denn nicht einer der vielen Stuttgarter Millionäre erbarmen und eine der Skulpturen stiften würde, nachdem die Regierung offensichtlich nicht willens war, diese zu finanzieren.
Die Schwäbische Kronik bat im Februar 1896: „Für die vier in abgerissenen Gewändern bei Sturm und Wetter, Tag und Nacht an der Brücke sitzenden Gestalten wird um abgetragene Kleider und Schuhwerk gebeten.“ Aber auch die Stadt Stuttgart und ihre schöne Nachbarin Cannstatt beeilten sich nicht, diesen Zustand zu ändern, wie das Neue Tagblatt bemerkte.
Tatsächlich wurde dann die Ausschmückung der König-Karls-Brücke von Privatleuten finanziert. Im Januar 1897 stellte Hermann Werner, Inhaber der Cannstatter Firma Werner & Pfleiderer, 7.500 Mark für die Skulptur „Landwirtschaft“ zur Verfügung. Karl von Leibbrand beauftragte im Juli Adolf Fremd mit der Ausführung der Figur in „bestem weissen Heilbronner Werkstein“. Adolf Fremd konnte Karl von Leibbrand jedoch davon überzeugen, alle Skulpturen in elfenbeinfarbigem Kelheimer Kalkstein auszuführen. Der Kelheimer Kalkstein, auch bekannt als „bayerischer Marmor“, harmonierte eher mit dem „tiefrothen Sandstein“ der Brücke. Die Figur „Handel“ wurde 1898 durch eine Schenkung des Kaufmanns Heinrich Meyer in Höhe von 9.000 Mark finanziert. Die Aufstellung der beiden Figuren verschlimmerte die Situation allerdings eher noch, da den zwei weiblichen Figuren schlichtweg die „Männer fehlten“, also die Pendants am gegenüberliegenden Pylon. Das Neue Tagblatt hörte die Frauen jammern: „Auch von Stuttgarts Millionären mag nicht einer mir bescheren, was ich brauch à tout prix: Einen Mann zum vis-a-vis!“
Die Cannstatter Zeitung kritisierte dies ebenfalls im Dezember 1899 und nannte die unvollständige Aufstellung einen echten „Schwabenstreich“, was aber die Aufstellung der beiden Figuren im März 1900 nicht beeinflusste. Erst im Juni desselben Jahres begann Adolf Fremd mit der Skulptur „Wehrstand“ (einen germanischen Krieger darstellend), nachdem der Kaufmann August Scharrer dem Cannstatter Oberbürgermeister Oskar Nast ebenfalls 9.000 Mark zugesagt hatte. Die letzte Figur „Gewerbe“ wurde von den Töchtern Karl von Leibbrands, Martha Häbich und Lilli Leibbrand, in Gedenken an ihren Vater gestiftet. Es war also privater Initiative zu verdanken, dass die Staatsregierung sich nicht weiter dem Verdacht aussetzen musste, entweder keinen Sinn oder kein Geld für Kunst zu haben. Karl von Leibbrand hatte es trotz seiner zahlreichen guten Kontakte bis zu seinem Tod 1898 nicht mehr geschafft, für alle Skulpturen einen Stifter zu finden.

## Zerstörung und Wiederaufbau
Kurz vor Kriegsende – am 21. April 1945 – wurden von der Deutschen Wehrmacht zwei Bögen der Brücke gesprengt, um den Vormarsch der alliierten Truppen zu behindern. Die teilweise Zerstörung bedeutete jedoch das Ende der einstmals „schönsten und größten Brücke des Landes“. Schon am 12. Oktober 1945 beauftragte das Technische Landesamt die Bauunternehmung Karl Kübler mit dem Bau einer provisorischen König-Karls-Brücke. Das US-amerikanische Militär drängte darauf, diese Verbindung wiederherzustellen, da sie für ein militärisches Straßennetz von großer Bedeutung war. Zur Diskussion standen eine Holznagelträger-Konstruktion und eine Stahlkonstruktion. Die beauftragten Ingenieure Otto Konz und Prof. Maier-Leibniz hegten schwere Bedenken gegen eine Holzkonstruktion und lehnten auch die Stahlkonstruktion wegen der Hochwasser- und Eisgefahr ab. Eine Behelfsbrücke wurde schließlich in der Nähe des Berger Stegs errichtet.
Gleichzeitig wuchsen die Begehrlichkeiten an den knappen Baumaterialien, welche die Trümmer der zerstörten Brücke hergeben würden. Die Abteilung Autobahnen des Technischen Landesamts interessierte sich schon Anfang Dezember 1945 für die intakten Träger, da sie evtl. als Lehrgerüst bei der Wiederherstellung des Franzosenschluchtviadukts noch zu gebrauchen wären. Während man also die Trümmer beseitigte und noch nicht recht wusste, wie es weitergehen sollte, reifte eine weitere Idee: Dr. Fritzsch vom Technischen Referat der Stadt Stuttgart machte Anfang Januar den Vorschlag, die übriggebliebenen Bögen stehen zu lassen und die Brücke durch Betonbögen und Stahlbetonträger zu ergänzen. Im Februar 1946 erfolgte die Genehmigung für den Wiederaufbau der König-Karls-Brücke. Die beauftragten Unternehmen Wayss & Freytag und Ludwig Bauer begannen schon vier Wochen später mit den Gründungsarbeiten.
Die alte König-Karls-Brücke wurde schließlich komplett abgebrochen. Lediglich die Stümpfe der Pfeiler und die Pfeiler selbst waren noch vorhanden. Diese wurden gekappt und in den Neubau integriert. Die neue Betonbrücke besaß ebenfalls fünf Felder (37, 50, 50, 46, 12 Meter), wobei neu die Straße zum Leuzebad und die Staustufe Cannstatt mit dem Wasserkraftwerk Cannstatt hinzukamen. Die Stichhöhen betrugen zwischen 5,20 und 6,20 Metern. Die Gesamtlänge betrug 252 Meter inklusive der Widerlager. Bei der Breite hielt man sich ebenfalls an den Vorgängerbau: Die Fahrbahnplatte hatte 18 Meter Breite, lediglich die Fußgänger gingen auf einer Auskragung von drei Metern Breite, in die auch Wasser- und Gasleitungen verlegt waren. Dieser Teil war mit Gussasphalt belegt, während die eigentliche Fahrbahn in Kleinpflaster ausgeführt war. Die Straßenbahngleise verliefen beim Neubau in der Brückenmitte.

## Neubau
Im Jahre 1970 begann der zweite Neubau als Hohlkastenbrücke aus Stahl, der 1976 vollendet wurde. Die Brücke hat nun eine Breite von 53 Metern bei 184 Metern Gesamtlänge.

## Quelle
- Staatsarchiv Ludwigsburg, Ministerialabteilung für den Straßen- und Wasserbau, Archivalieneinheit E 166